# Bhutan ai Giochi della XXIV Olimpiade
Il Bhutan ha partecipato ai Giochi della XXIV Olimpiade di Seul, svoltisi dal 17 settembre al 2 ottobre 1988, con una delegazione di 3 atleti.

## Tiro con l'arco
| Gara                 | Atleta                                     | Turno di qualificazione | Turno di qualificazione | Turno 1 | Turno 2 | Ottavi | Quarti | Semifinali | Finale |
| Gara                 | Atleta                                     | Punteggio               | Pos.                    | Turno 1 | Turno 2 | Ottavi | Quarti | Semifinali | Finale |
| -------------------- | ------------------------------------------ | ----------------------- | ----------------------- | ------- | ------- | ------ | ------ | ---------- | ------ |
| Individuale maschile | Thinley Dorji                              | 1144                    | 73                      |         |         |        |        |            |        |
| Individuale maschile | Jigme Tshering                             | 1124                    | 76                      |         |         |        |        |            |        |
| Individuale maschile | Pema Tshering                              | 1070                    | 80                      |         |         |        |        |            |        |
| Squadre maschile     | Thinley Dorji Jigme Tshering Pema Tshering | 3338                    | 22                      |         |         |        |        |            |        |